# Bruno Piñatares
Bruno Piñatares, vollständiger Name Bruno Piñatares Prieto, (* 25. Juni 1990 in Montevideo) ist ein uruguayischer Fußballspieler.

## Karriere

### Verein
Der 1,85 Meter große Mittelfeldakteur Piñatares begann im baby fútbol bei Dryco in der Liga Palermo mit dem Fußballspielen und gehörte zudem während seiner gesamten Zeit im Kinderfußball auch der Ligaauswahlmannschaft an. Er durchlief seit der „Septima“ – nach einem kurzzeitigen Abstecher zu Nacional Montevideo zu Beginn dieser Altersklasse – die Jugendmannschaften des Club Atlético Rentistas. Bei den Profis debütierte er bereits 2006 unter Trainer Julio Balerio. Er gehörte zu Beginn seiner Karriere mindestens in der Apertura 2008 und der Clausura 2009 dem Profikader in der Segunda División an. Von jenem Verein wechselte er im September 2010 zum Zweitligisten Boston River. Im Juli 2013 kehrte er von dort zu Rentistas zurück. In der anschließenden Saison 2013/14 lief er bei den Montevideanern insgesamt 19-mal in der Primera División auf und erzielte zwei Tore. Nach der Clausura 2014 verließ er den Klub und schloss sich dem brasilianischen Verein Portuguesa an. Bei den Brasilianern wurde er 14-mal (kein Tor) in der Série B, viermal (kein Tor) in der Paulista A1 und zweimal (kein Tor) in der Copa do Brasil eingesetzt. Im Juli 2015 wechselte er zum Club Atlético Cerro. Dort wurde er in der Spielzeit 2015/16 26-mal (kein Tor) in der Primera División eingesetzt. Anfang Juli 2016 schloss er sich den Western Sydney Wanderers an, für die er jeweils ohne persönlichen Torerfolg zwei Spiele im FFA Cup und 19 Ligapartien absolvierte. Mitte Juli 2017 wechselte er zu River Plate Montevideo.

### Nationalmannschaft
Piñatares war Mitglied der uruguayischen U-15-Auswahl.